# Эсквилинские ворота
Эсквилинские ворота (Porta Esquilina) — некогда ворота Сервиевой стены в Риме. На сегодняшний день сохранились в виде арки Галлиена.
Porta Esquilina находились на Эсквилинском холме, из города к воротам вела clivus Suburanus, главная дорога Субуры. За стеной начиналась Лабиканская дорога. В республиканский период у ворот находились места для захоронения, в I веке до н. э. Гай Цильний Меценат построил там сады — horti Maecenates, которые после его смерти стали императорскими владениями.
В 262 году ворота посвятили императору Галлиену, о чём свидетельствует надпись. Эсквилинские ворота представляют собой квадратное строение из травертина с большой аркой (высота — 7,30 м, ширина — 3,5 м), два маленьких боковых прохода были снесены в Средние века.